# Gordon Campbell
Gordon Muir Campbell (Vancouver, 12 de janeiro de 1948) é um político canadense. Ele é o ex-primeiro-ministro da Colúmbia Britânica, sua sucessora é Christy Clark.